# Jorge Brovetto
Jorge Brovetto Cruz (Montevideo, 14 de febrero de 1933-Ib., 8 de junio de 2019) fue un ingeniero químico uruguayo, profesor universitario e investigador científico, que ocupó durante dos períodos consecutivos el rectorado de la Universidad de la República (UdelaR), la presidencia de la Unión de Universidades de América Latina (UDUAL) y la secretaría ejecutiva de la Asociación de Universidades Grupo Montevideo (AUGM).
Retirado de la vida académica activa, fue elegido presidente del Frente Amplio. Entre 2005 y 2008, se desempeñó como ministro de Educación y Cultura durante la primera presidencia de Tabaré Vázquez.

## Biografía
Después de desarrollar actividades gremiales en la Asociación de Estudiantes de Química y en la Federación de Estudiantes Universitarios del Uruguay (FEUU), ingresó al Consejo de la Facultad de Química como delegado estudiantil en 1956. Dos años después, fue designado, junto con el Decano, miembro titular de la delegación de esa facultad ante el Consejo Directivo Central de la Universidad de la República (UdelaR). Fue el primer estudiante que integró el máximo órgano de gobierno de la universidad, cuando todavía no estaba vigente la representación estudiantil en la Ley Orgánica universitaria. 
Se graduó en la carrera de Química Industrial/Ingeniería Química en la Facultad de Química de la UdelaR. Cursó posgrados en el país y entre 1965 y 1970 obtuvo dos becas para estudiar en Italia y Estados Unidos. En Italia fue recibido por el Istituto Superiore di Sanità de Roma y por la Università Cattolica del Sacro Cuore, en la misma ciudad, donde, bajo la dirección del químico Marini Bettolo, realizó estudios sobre la biofísico-química de enzimas de origen vegetal. Posteriormente, permaneció por más de dos años en la Universidad de California, campus de Berkeley y San Francisco, bajo los auspicios del U. S. Public Health Service-National Institute of Health. Allí cursó en el Hormone Research Laboratory (HRL) y bajo la guía del bioquímico Choh Hao Li, una beca consagrada al enfoque bioquímico de las hormonas proteicas hipofisarias (relación entre la estructura y la actividad biológica de la hormona de crecimiento humana). 
La producción del período se condensó en una bibliografía que recogen propuestas, hallazgos y conclusiones sobre la estructura y la actividad de las moléculas hormonales. 
Fue profesor de trabajos prácticos y profesor asistente de física y becario de investigación, primero estudiantil y luego profesional con el profesor Juan Coch en la Facultad de Química antes de los 35 años. A los 28 había ingresado como investigador asistente al Servicio de Fisiología Obstétrica de la Facultad de Medicina (posteriormente Centro Latinoamericano de Perinatología) dirigido por Roberto Caldeyro Barcia. Allí trabajó en el área de la bioquímica endocrinológica, particularmente en el desencadenamiento y control del parto y la lactancia humana. 
En 1970 fue designado Profesor Titular (grado 5) de Bioquímica en la Facultad de Veterinaria. En 1975 renunció a su puesto docente al ser intervenida la UdelaR durante la dictadura cívico-militar en Uruguay (1973-1985). Durante ese período trabajó como ingeniero químico en la actividad privada. Desarrolló un procedimiento industrial para la obtención de heparina, un anticoagulante natural. Planificó, instaló y dirigió la planta industrial para la elaboración del producto. 
Regresó a la actividad universitaria poco antes del retorno a la democracia en 1985. Con la elección de las nuevas autoridades universitarias asumió como consejero y luego fue designado vicerrector de la Universidad. Al renunciar el rector Samuel Lichtensztejn en 1989, lo sustituyó hasta el término de su mandato. Fue elegido rector para el período entre 1990 y 1994. Al cabo de esa fecha fue reelecto por un nuevo período, hasta 1998.
Entre 1995 y 1998 ocupó la presidencia de la Unión de Universidades de América Latina y el Caribe (UDUAL), con sede en México. Previamente había ocupado la vicepresidencia para el Cono Sur de dicha Unión.
Convocó para agosto de 1991 a una reunión de rectores de cinco universidades argentinas, una brasilera y una paraguaya a constituir un consorcio regional de centros de educación superior, con la condición de que fueran públicos, laicos, autogobernados y de acceso gratuito. En esa reunión se constituyó la Asociación de Universidades Grupo Montevideo (AUGM) con sede en Montevideo. Brovetto fue el primer secretario ejecutivo, desde 1991 hasta 2005. 
Actuó en el proceso lanzado por la UNESCO de revisión crítica de la educación superior en todo el mundo. Fue el Relator General del Informe Final que se presentó en la sesión de clausura, de la Conferencia Regional de Educación Superior (CRES) organizada por IESALC en La Habana (1996). Participó en las conferencias preparatorias y en el desarrollo de la Conferencia Mundial de la Educación Superior (CMES) organizada por UNESCO en su sede de París (1998). Estuvo a cargo de la Conferencia de Clausura y recibió el Diploma Honorífico Comenius «a la doctrina pedagógica y los estudios académicos en educación», otorgada la UNESCO y la República Checa.
Ha recibido distinciones en Argentina, Brasil, Chile, España, Italia, México, Paraguay, Puerto Rico. Entre ellas el premio «Carlos Martínez Durán» de la UDUAL, en su primera edición de 2002, destinado a reconocer al universitario «cuya trayectoria de toda una vida haya contribuido, de manera relevante, a promover la integración latinoamericana y el mejoramiento del quehacer universitario». 
También recibió doctorados honoris causa de varias universidades: Universidad Federal do Paraná, Paraná, Brasil, 1999; Universidad Nacional de Córdoba, Argentina, 2002; Universidad Federal de Río Grande do Sul, Brasil, 2004; Universidad Nacional de Rosario, Santa Fe, Argentina, 2005; Universidad Nacional del Litoral, Santa Fe, Argentina, 2008; Universidad Nacional de Entre Ríos, Argentina, 2009; Universidad Nacional de La Plata, Argentina, 2009; Universidad Nacional del Noroeste de la Provincia de Buenos Aires, Argentina, 2012. El 21 de noviembre de 2013, al retirarse de la actividad pública, la Universidad de la República le otorgó el título de doctor honoris causa.
Retirado de la actividad universitaria, en septiembre de 2001 asumió como vicepresidente del Frente Amplio (FA). En octubre de 2004 ocupó el cargo de presidente, fue reelecto en abril de 2008 y se retiró de la presidencia del FA en 2012. 
Fue ministro de Educación y Cultura (MEC) entre 2005 y 2008, en la primera presidencia de Tabaré Vázquez. Durante su gestión se aumentaron las partidas presupuestales quinquenales dedicadas a la educación pública y a la investigación, se fortaleció la coordinación entre el MEC y los organismos públicos de la educación y se aprobó la Ley General de Educación. Se promovió una nueva institucionalidad al sistema de ciencia y tecnología, al que se integró la nueva Agencia Nacional de Investigación e Innovación. Se redactó el Estatuto del Artista y Oficios Conexos; se crearon los Centros MEC en todo el país, orientados a lae descentralización, inclusión y democratización de la enseñanza, en particular de la alfabetización digitaly la inclusión de la población de mayor edad. Se creó dentro del MEC, la Dirección de Derechos Humanos y se instaló la Comisión Honoraria de Lucha Contra el Racismo, la Xenofobia y toda forma de Discriminación. 
Viudo de Antonia Gelabert, docente universitaria e investigadora en el área de la química orgánica, con quien tuvo cinco hijas. 

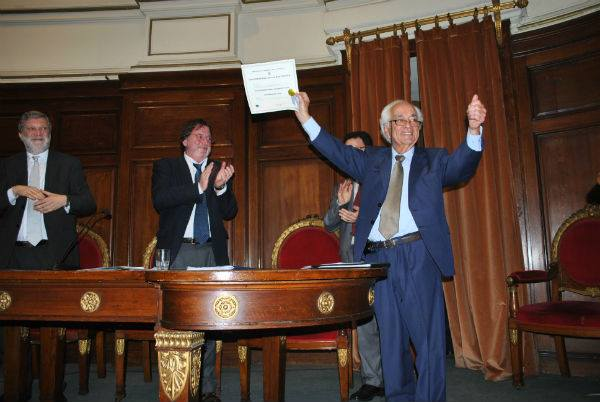
Jorge Brovetto recibe el doctorado honoris causa en la Universidad de la República (UdelaR), el 21 de noviembre de 2013.

## Trabajos publicados (selección)
Trabajos científicos originales y capítulos de textos científicos
- Jorge Brovetto Cruz y Miguel A. Castellano. (1984) Hormonas Proteicas Placentarias Humanas. Capítulo del libro Endocrinología Clínica, Jorge P. Salvaneschi. Ed. El Ateneo, Argentina, pag. 323.
- Brovetto Cruz, J. , Bewley, T. A. , Ma, l. and Li, C. H. (1971) Relationship between chemical structure and biological activity of human growth hormone. Artículo en el libro Recent advances in endocrinology. Ed. Excerpta Medica, Ámsterdam, pag. 375
- Brovetto, J., Porcelli, G., Marini- Betollo, G. B. (1967) Caratterizzazione di alcune proteine contenute nel lattice de ficus. Ric. Sci. 988, Roma, Italia.
- Bewley, T. A. , Brovetto Cruz, J. and Li, C. H. (1969) Human pituitary growth hormone. Physicochemical investigations of the native and reduced-alkylated protein. Biochemistry, 8, 4701.

- Brovetto Cruz, J. and Li, C. H. (1969) Human pituitary Growth hormone. Studies of the tryptophan residue. Biochemistry, 8, 4695.
- Coch, J. A. , Brovetto, J. , Cabot, H. M., Fielitz, C. A. and Caldeyro-Barcia, R. (1965) Oxytocin equivalent activity in the plasma of women in labor and during the puerperium Am. J. Obstet. Gynec. 91, 10-17.

- Brovetto Cruz, J. , Chiarino, S. y Galante G. (1972) Relación entre la actividad lactogénica y la composición química de la Somatomamotrofina Coriónica Humana (HCS). Centro Latinoamericano de Perinatología y Desarrollo Humano, Hospital de Clínicas, Montevideo, Uruguay. V Reunión de la Asociación de investigaciones en reproducción humana, (102) Buenos Aires, noviembre de 1972.
- Brovetto Cruz, J. ,Castellano, M. A. ,Miguez de Wensko, C. and Mendez Tula, A. (1974) Extraction from placenta of a human estrogen-like protein (HELP) Centro Latinoamericano de Perinatología y Desarrollo Humano, Hospital de Clínicas, Montevideo, Uruguay. Octavo Congreso Panamericano de Endocrinología (120). Buenos Aires, octubre de 1974.

Publicaciones en educación, ciencia, tecnología y cooperación académica internacional
- Investigación Científica y Desarrollo, en Universidad, Transición – Transformación. Documentos y debates. Claeh 1984, II, 21
- Formar para lo Desconocido. Apuntes para la teoría y práctica de un modelo universitario en construcción. Serie Documentos de trabajo N.º 5, Universidad de la República. 1994
- La educación superior: responsabilidad de todos, en: La UNESCO frente al cambio de la educación superior en América Latina y el Caribe. Memorias del Acto realizado en el Parlamento Uruguayo. Ed. CRESALC/UNESCO Caracas, marzo de 1996.

- Por una Universidad Iberoamericana del Próximo Milenio. En Uruguay Sociedad, Política y Cultura. De la restauración democrática a la integración regional. Sociedad, Política y Cultura Jarandilla de la Vera, Extremadura, España, julio de 1997. Ed. Jorge Brovetto y Miguel Rojas Mix.

- Cooperación Internacional en educación superior (1996) En La Educación Superior en el siglo XXI. Visión de América Latina y el Caribe. Tomo II,1183 CRESALC/UNESCO Caracas 1997.
- La Educación Superior y el Futuro, Conferencia de Clausura de la Conferencia Mundial Sobre La Educación Superior: La educación superior en el siglo XXI, Visión y acción, UNESCO, París, 9 de octubre de 1998. Disponible en:
- La Educación Superior en Iberoamérica: crisis, debates, realidades y transformaciones en la última década del siglo XX, en: Revista Iberoamericana de Educación, publicación monográfica cuatrimestral editada por la Organización de Estados Iberoamericanos. Número 21, septiembre - diciembre de 1999.
- "Reflexiones sobre el conocimiento, la educación superior y la cooperación académica iberoamericana en el mundo contemporáneo" Conferencia Inaugural de los Cursos de Verano 2001, Universida Internacional de Andalucía, Monasterio de Santa María de la Rábida, España, julio 2oo1.
- El derecho humano a la educación superior. Análisis a la luz de la Reforma de Córdoba (2002) Argentina. Conferencia dictada en ocasión de recibir el título de doctor honoris causa de la Universidad Nacional de Córdoba, Argentina (28 de noviembre de 2002). Disponible en: http://www.unne.edu.ar/institucional/documentos/formacion_funcionarios/JorgeBrovetto.pdf (enlace roto disponible en Internet Archive; véase el historial, la primera versión y la última).
- Educación para todos a lo largo de toda la vida (2002) En: Educación para la sociedad del conocimiento. Aportes hacia una política de Estado Proyecto Agenda Uruguay. 267. Ed. Trilce, Montevideo, Uruguay. Disponible en: http://books.google.com/books?id=Vc2piuOCrDYC&pg=PA267&lpg=PA267&dq=Jorge+Brovetto&source=bl&ots=DFKyJXUejU&sig=NzETAjYrIUEc54m8iqEIdurhzwM&hl=es&ei=A5yXTKSlLML7lweyvJGhBg&sa=X&oi=book_result&ct=result&resnum=1&ved=0CBYQ6AEwADgU#v=onepage&q=Jorge%20Brovetto&f=false
- A educação superior frente a Davos / La educación superior frente a Davos- con Miguel Rojas Mix y Wrana Maria Panizzi Editorial da UFRGS, Río Grande del Sur, Brasil, 2003
- La transformación de la universidad para la transformación del país Lección Magistral 2010, Universidad Interamericana de Puerto Rico, Recinto Metropolitano. 3 de noviembre de 2010.
- Educación Superior del Siglo XXI, Cooperación Académica e Integración Universidad Federal de Integración Latino Americana (UNILA), Cátedra Andrés Bello Educación Superior Comparada Foz de Iguazú, Brasil, 19 de junio de 2013.